# CoEvolution Quarterly
CoEvolution Quarterly (1974 – 1985) est une revue issue du catalogue Whole Earth de Stewart Brand. Stewart Brand a fondé le CoEvolution Quarterly en 1974 en utilisant les recettes du catalogue Whole Earth. Il est issu du Supplément original du Catalogue Whole Earth. Fred Turner note qu'en 1985, Brand a fusionné CoEvolution Quarterly avec The Whole Earth Software Review (un supplément au catalogue de logiciels Whole Earth) pour créer la Whole Earth Review.
CoEvolution Quarterly est devenu la première revue à publier les valeurs vernaculaires d'Ivan Illich.